# Antonio Brancaccio (magistrato)
Antonio Brancaccio (Maddaloni, 26 agosto 1923 – Gottinga, 26 agosto 1995) è stato un magistrato italiano.
Primo Presidente della Corte suprema di cassazione, è stato ministro dell'Interno del Governo Dini dal 17 gennaio 1995 all'8 giugno 1995. All'inizio del 1992 fu convocato al ministero dall'allora ministro di grazia e giustizia, Claudio Martelli, il quale lo invitò a introdurre, su richiesta del magistrato Giovanni Falcone, il criterio della rotazione nell'assegnazione di un processo di mafia, per prevenire un caso di "ammazzasentenze". Per evitare polemiche, Brancaccio impose il sistema di rotazione, grazie al quale furono condannati in cassazione, il 30 gennaio 1992, gli imputati del Maxiprocesso. Dimessosi per ragioni di salute dal ministero, è morto il giorno del suo 72º compleanno in una clinica di Gottinga, in Germania, dove era in cura per una neoplasia cerebrale.